# Лисак Ангеліна Вікторівна
Ангеліна Вікторівна Лисак (нар. 12 січня 1998) — українська, а згодом польська, борчиня вільного стилю, призерка чемпіонату Європи.

## Спортивні результати на міжнародних змаганнях

### Виступи на чемпіонатах світу
| Змагання                        | Збірна  | Вагова категорія       | Місце  |
| ------------------------------- | ------- | ---------------------- | ------ |
| Чемпіонат світу з боротьби 2016 | Україна | жіноча боротьба, 60 кг | 15     |
| Чемпіонат світу з боротьби 2019 | Україна | жіноча боротьба, 59 кг | 5      |
| Чемпіонат світу з боротьби 2022 | Польща  | жіноча боротьба, 57 кг | Бронза |

### Виступи на чемпіонатах Європи
| Змагання                         | Збірна  | Вагова категорія       | Місце  |
| -------------------------------- | ------- | ---------------------- | ------ |
| Чемпіонат Європи з боротьби 2017 | Україна | жіноча боротьба, 60 кг | 5      |
| Чемпіонат Європи з боротьби 2019 | Україна | жіноча боротьба, 59 кг | 5      |
| Чемпіонат Європи з боротьби 2020 | Україна | жіноча боротьба, 59 кг | Бронза |
| Чемпіонат Європи з боротьби 2021 | Польща  | жіноча боротьба, 57 кг | Срібло |
| Чемпіонат Європи з боротьби 2022 | Польща  | жіноча боротьба, 57 кг | 5      |

### Виступи на інших змаганнях
| Змагання                                     | Збірна  | Вагова категорія          | Місце  |
| -------------------------------------------- | ------- | ------------------------- | ------ |
| Київський Міжнародний турнір з боротьби 2016 | Україна | жіноча боротьба, до 60 кг | Золото |
| Кубок Європейських країн з боротьби 2016     | Україна | команда                   | Бронза |
| Київський Міжнародний турнір з боротьби 2017 | Україна | жіноча боротьба, до 60 кг | Бронза |
| Відкритий чемпіонат Польщі з боротьби 2017   | Україна | жіноча боротьба, до 60 кг | 5      |
| Турнір Олександра Медведя 2017               | Україна | жіноча боротьба, до 60 кг | Золото |
| Кубок Алроси 2017                            | Україна | команда                   | 4      |
| Київський Міжнародний турнір з боротьби 2018 | Україна | жіноча боротьба, до 62 кг | Срібло |
| Київський Міжнародний турнір з боротьби 2019 | Україна | жіноча боротьба, до 59 кг | Срібло |
| Відкритий чемпіонат Польщі з боротьби 2019   | Україна | жіноча боротьба, до 59 кг | Бронза |
| Турнір Маттео Пелліконе 2020                 | Україна | жіноча боротьба, до 59 кг | Золото |
| Відкритий чемпіонат Польщі з боротьби 2021   | Польща  | жіноча боротьба, до 59 кг | Золото |
| Турнір Яшара Догу 2022                       | Польща  | жіноча боротьба, до 57 кг | 5      |
| Гран-прі Іспанії з боротьби 2022             | Польща  | жіноча боротьба, до 57 кг | Золото |

### Виступи на змаганнях молодших вікових груп
| Змагання                                       | Збірна  | Вагова категорія          | Місце  |
| ---------------------------------------------- | ------- | ------------------------- | ------ |
| Чемпіонат Європи з боротьби серед кадетів 2014 | Україна | жіноча боротьба, до 60 кг | Бронза |
| Чемпіонат світу з боротьби серед кадетів 2014  | Україна | жіноча боротьба, до 60 кг | Бронза |
| Чемпіонат Європи з боротьби серед кадетів 2015 | Україна | жіноча боротьба, до 60 кг | Золото |
| Чемпіонат світу з боротьби серед кадетів 2015  | Україна | жіноча боротьба, до 60 кг | Золото |
| Чемпіонат Європи з боротьби серед молоді 2016  | Україна | жіноча боротьба, до 60 кг | Срібло |
| Чемпіонат Європи з боротьби серед юніорів 2016 | Україна | жіноча боротьба, до 59 кг | 11     |
| Чемпіонат світу з боротьби серед юніорів 2016  | Україна | жіноча боротьба, до 59 кг | Срібло |
| Чемпіонат Європи з боротьби серед молоді 2017  | Україна | жіноча боротьба, до 63 кг | 9      |
| Чемпіонат світу з боротьби серед юніорів 2017  | Україна | жіноча боротьба, до 63 кг | 13     |
| Чемпіонат Європи з боротьби серед юніорів 2018 | Україна | жіноча боротьба, до 62 кг | Золото |
| Чемпіонат світу з боротьби серед юніорів 2018  | Україна | жіноча боротьба, до 62 кг | 13     |
| Чемпіонат Європи з боротьби серед молоді 2019  | Україна | жіноча боротьба, до 59 кг | Срібло |
| Чемпіонат світу з боротьби серед молоді 2019   | Україна | жіноча боротьба, до 59 кг | Бронза |
| Чемпіонат Європи з боротьби серед молоді 2021  | Польща  | жіноча боротьба, до 62 кг | Бронза |
| Чемпіонат світу з боротьби серед молоді 2021   | Польща  | жіноча боротьба, до 59 кг | Золото |